# 霍爾茨巴赫河 (格勒本巴赫河支流)
48°07′53″N 11°20′22″E / 48.13148°N 11.33937°E

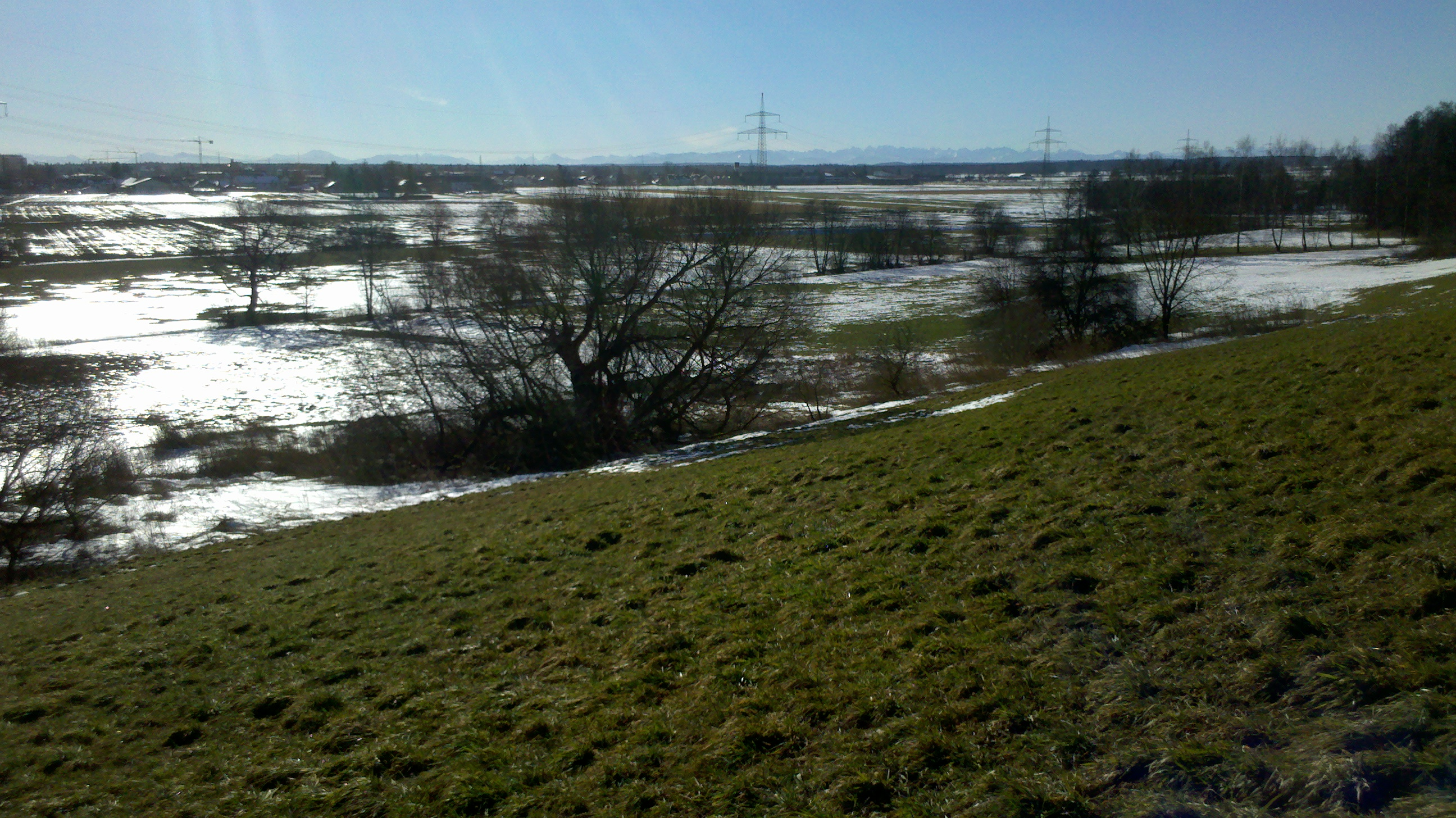

霍爾茨巴赫河（德語：Holzbach），是德國的河流，位於該國東南部，由巴伐利亞負責管轄，屬於格勒本巴赫河的支流，河道全長2公里，發源自普赫海姆以南，流經慕尼黑西部。